# 한국농약과학회
한국농약과학회는 작물보호와 관련하여 농약의 개발 및 관리, 병해충 및 잡초의 방제 그리고 잔류독성 등 제분야의 학술발전과 기술 개발에 기여하고 회원 상호간의 학술 정보 교류와 친목을 도모함을 목적으로 2011년 6월 17일 설립허가된 대한민국 농촌진흥청 소관의 사단법인이다. 사무실은 경기도 수원시 팔달구 수성로 92, 309호 (화서동, 농민회관제1별관)에 있다.

## 주요 사업
- 연구학술발표회 및 간담회 개최
- 회지와 학술 간행물의 발간
- 연구의 장려 및 표창
- 작물보호 및 이와 관련된 학술연구
- 국제적 학술교류와 기술협력
- 기타 본회의 목적달성에 필요한 사업